# Plaza Abaroa
La Plaza Abaroa es un espacio público paceño, cuya denominación rinde homenaje a Eduardo Abaroa, héroe boliviano de la Guerra del Pacífico.
Se encuentra ubicada en la ciudad de La Paz, Bolivia, en la zona de Sopocachi, entre las calles 20 de Octubre, Sánchez Lima, Pedro Salazar y Belisario Salinas.

## Características
La plaza tiene forma rectangular, y posee ocho accesos peatonales radiales que desembocan en una fuente central en cuyo centro se halla un monumento conmemorativo de Eduardo Abaroa en un pedestal con forma de puente incompleto.
La escultura de bronce que representa al héroe en posición desafiante y fue realizada por el escultor Emiliano Lujan Sandoval.

## Historia
La plaza fue refaccionada el año 1927 por el prefecto Hugo Ernest. En el centro de la Plaza se encuentra un monumento en honor a Eduardo Abaroa, héroe de la Guerra del Pacífico, que defendió Calama (por entonces territorio boliviano), junto a 144 civiles, de la invasión de Chile. 
Cada 23 de marzo, en esta plaza, el presidente de Bolivia, junto a autoridades nacionales, departamentales, colegios y el pueblo en general, recuerdan el Día del Mar y la pérdida del departamento del Litoral.